# Споменик жртвама НАТО агресије на СРЈ
Споменик жртвама НАТО агресије на СРЈ се налази на делу платоа Нишавског кеја на Универзитетском тргу. Споменик је подигнут 1999. непосредно након завршетка бомбардовања.
Обликован је у виду стуба правоугаоне основе, висине 3m, обложен мермером и постављен у центар веће, кружне жардињере. На врху стуба је стилизован, превијен бронзани лист, испод њега бронзани грб Србије и текст: „Жртвама НАТО агресије на СР Југославију 24. март – 10. јун 1999“. На бронзаној плочи са предње стране споменика исписана су имена грађана Ниша погинулих у бомбардовању. На задњој страни споменика је бронзана плоча са текстом: „Спомен подиже народ Србије“. 
За време НАТО бомбардовања (24. март — 10. јун 1999. године), у Нишу је погинуло 57 особа, од чега 26 цивила, 22 војника и 9 полицајаца. Током 78 дана непрекидног бомбардовања, НАТО војска је бомбардовала Ниш 40 пута, од чега 28 пута ноћу и 12 пута по дану. На град је бачена 161 авионска бомба, 71 крстарећа ракета томахавк, 36 контејнера касетних бомби, осам стаклених (графитних) бомби и 48 неексплодираних бомби. Срушено је 120, а оштећено више од 3400 стамбених, пословних, инфраструктурних и војних објеката.